# Mozilla Firefox
Mozilla Firefox (conosciuto semplicemente come Firefox) è un web browser libero e multipiattaforma, mantenuto da Mozilla Foundation. Nato nel 2002 con il nome "Phoenix" dai membri della comunità Mozilla, i quali volevano un browser stand-alone piuttosto che il raggruppamento Mozilla Application Suite, fino alla versione 56 ha usato il motore di rendering Gecko, supportando gran parte dei nuovi standard web oltre ad alcune caratteristiche che sono state progettate come estensioni a questi ultimi; dalla versione 57, Gecko è stato sostituito da Quantum.
La sua diffusione raggiunse il picco massimo nel 2009 con il 32% dell'utenza, divenendo con la versione 3.5 il browser più utilizzato; da quel momento iniziò un lungo declino nel numero di utenti a causa della concorrenza di Google Chrome; nel dicembre 2014 Mozilla annunciò che il browser aveva raggiunto cinquecento milioni di utenti. Nel gennaio 2016, la diffusione mondiale, come browser per PC desktop, si attestava tra il 9% e il 16%, rendendolo così il secondo browser più diffuso.

## Versioni
Fin dalla versione 4, Mozilla distribuisce una nuova versione di Firefox ogni sei settimane, dividendo lo sviluppo in fasi corrispondenti ai cosiddetti "canali" d'aggiornamento:
- Nightly: lo stadio primordiale dello sviluppo di ogni nuova versione, le cui build sono diffuse dai mozilla-central repository con aggiornamenti quotidiani, espressamente destinati alla sola finalità di test. Per loro natura queste build sono quindi prive di garanzia di qualità;
- Developer Edition: analoga alla versione Beta, con piccole differenze: aggiornata ai nuovi sviluppi qualche giorno prima, con un tema dell'interfaccia grafica scuro, molto diverso da quello normale (quello predefinito può comunque essere ripristinato), destinata prevalentemente ai "progettisti del web". Contiene infatti alcune funzionalità in più e impostazioni di default diverse per lo sviluppo, come WebIDE o il componente aggiuntivo Valence.
- Beta: build diffuse dai mozilla-beta repository. Si tratta dello stadio di sviluppo più avanzato, destinato quasi solo alla scoperta dei bug ancora presenti e alla loro correzione, e per tanto garantisce alle proprie build una qualità, stabilità e sicurezza sufficienti per essere provate anche dagli utenti finali.
- Stable: i rilasci definitivi per utenti comuni.

Una lista delle funzionalità, attualmente in via di sviluppo, che verranno incluse nelle prossime versioni di Firefox è disponibile sulla wiki di Mozilla.

## Il nome e il logo

### Origine e significato del nome
Sul sito ufficiale di Mozilla, nella sezione FAQ, relativamente al nome del browser si legge:
(FAQ)

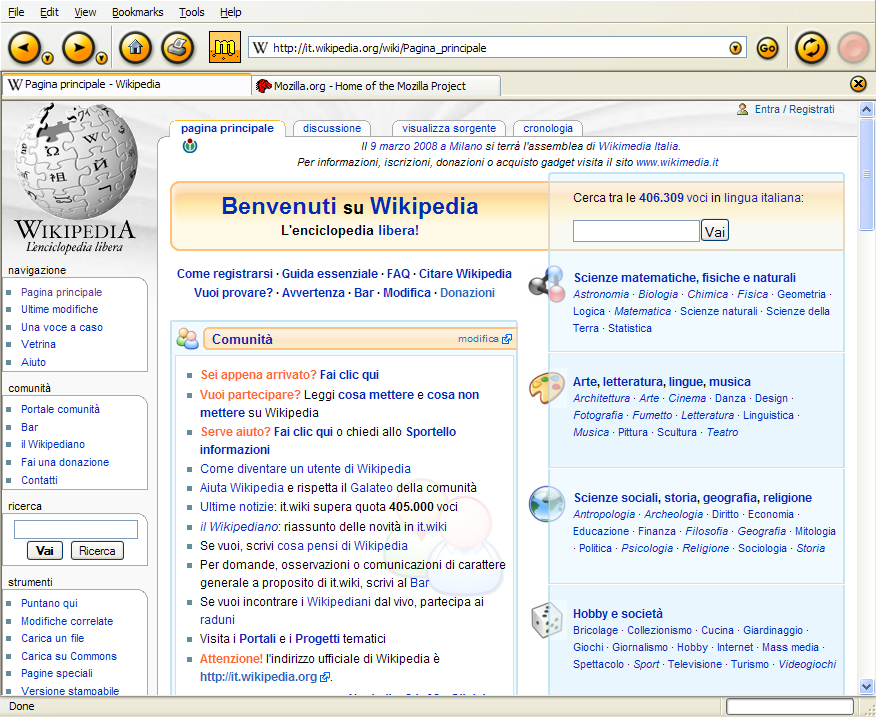
Mozilla Phoenix 0.1 su Windows XP

Il panda rosso in lingua cinese è conosciuto anche col nome di hǔo hú (火狐), letteralmente tradotto come Firefox o volpe di fuoco; questa interpretazione è quella che ha ispirato i creatori di Firefox.
Il primo nome scelto fu "Phoenix" (fenice, in inglese), per simboleggiare la rinascita dalle ceneri di Netscape. Tuttavia tale nome dovette essere cambiato poiché era in conflitto con Phoenix Technologies, azienda produttrice di BIOS. Il nome scelto fu allora "Firebird", a sua volta abbandonato perché in conflitto con il database Firebird SQL. Il nome divenne infine "Firefox".
Successivamente Mozilla scelse "Minefield" come nome per tutte le release alpha, pre-alpha, nightly e pre-nightly del suo browser Firefox. Dallo sviluppo della versione 5, i nomi scelti per indicare le release di sviluppo sono "Nightly", per identificare le versioni alpha e pre-alpha, e "Aurora" per quelle pre-beta.
Il 3 dicembre 2010, Mozilla Foundation annunciò di aver adottato due cuccioli femmina di panda rosso, nati il 14 giugno precedente allo zoo di Knoxville, in Tennessee.

### La questione del logo
Secondo Jon Hicks, autore del logo di Mozilla Firefox, il panda rosso non evocava però la giusta immagine, e si ispirò quindi a una pittura giapponese raffigurante una volpe.

### Cronologia dei loghi

Ufficiali
Phoenix 0.1 - Firebird 0.7 (dal 23 settembre 2002 al 9 febbraio 2004)
Firefox 1.5 - 3.0 (dal 29 novembre 2005 al 29 giugno 2009)
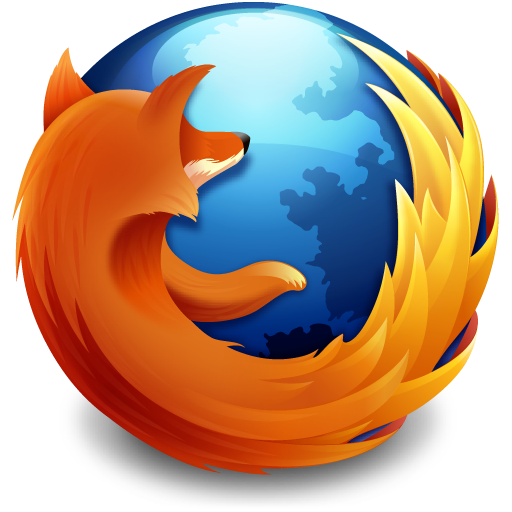
Firefox 3.5 - 22.0 (dal 30 giugno 2009 al 5 agosto 2013)
Firefox 23.0 - 56.0.2 (dal 6 agosto 2013 al 13 novembre 2017)
Firefox 57.0 - 69.0.3 (dal 14 novembre 2017 al 21 ottobre 2019)
Firefox 70.0 - (dal 22 ottobre 2019)

Versioni Nightly
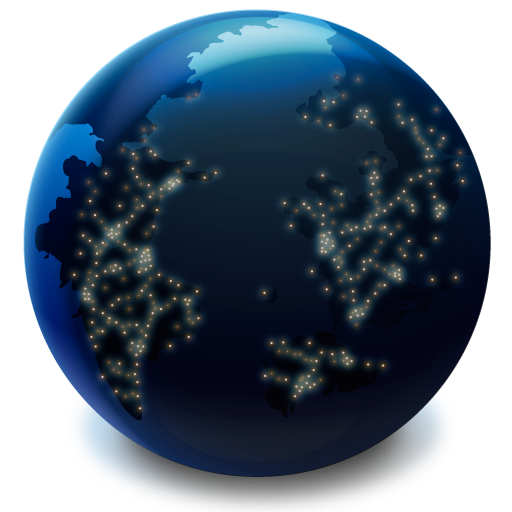
Nightly, usato per le release giornaliere delle versioni pre-alpha (dal 2011 al 2013)
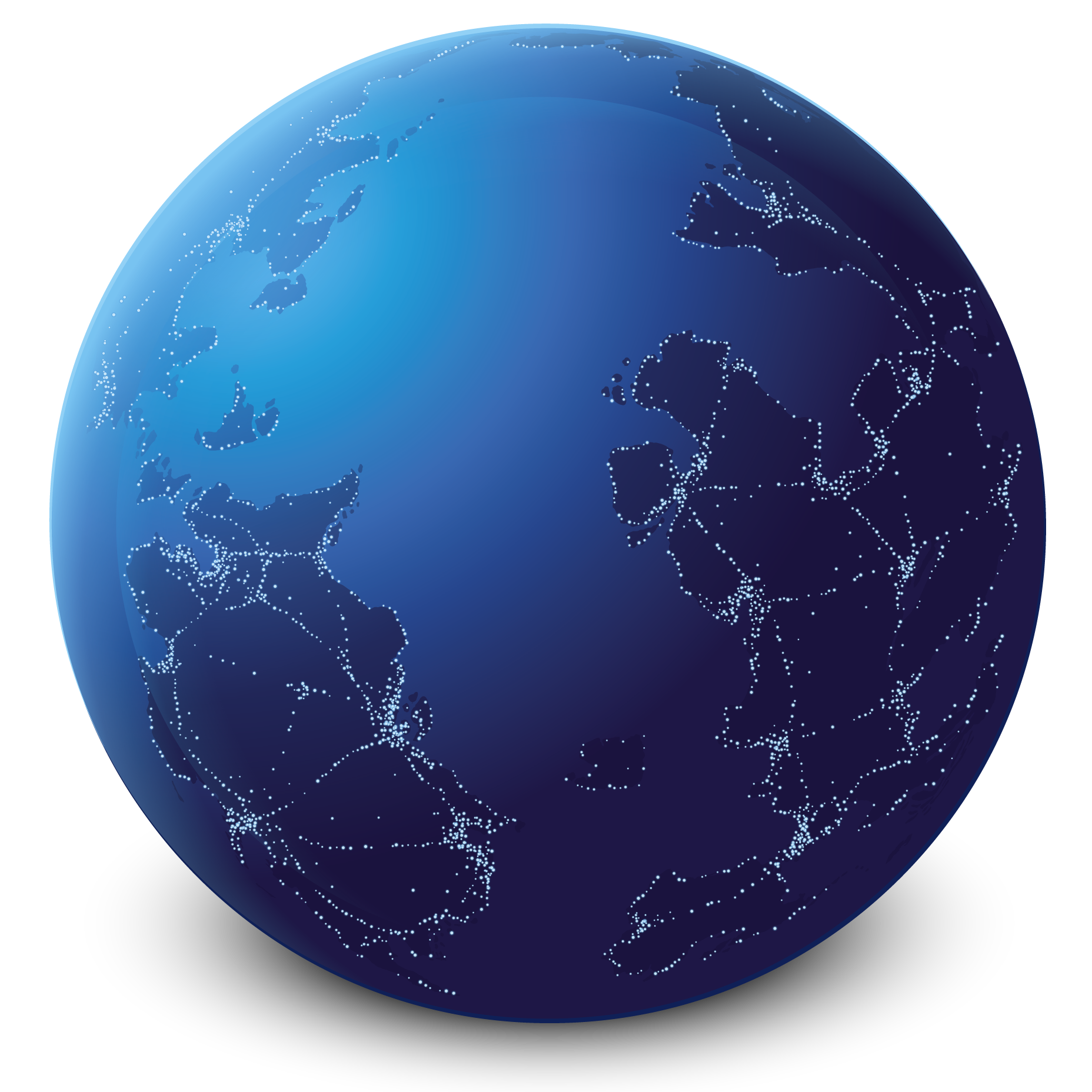
Nightly, usato per le release giornaliere delle versioni pre-alpha (dal 2013 al 13 novembre 2017)
Nightly (dal 14 novembre 2017 al 21 ottobre 2019)
Nightly (dal 22 ottobre 2019)

Versioni Aurora e Developer Edition
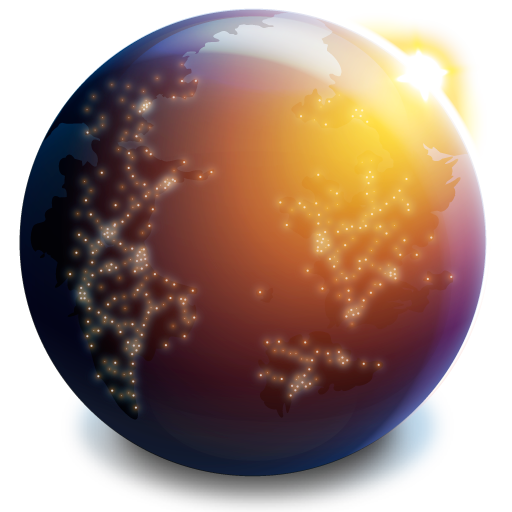
Aurora, usato per le release alpha (dal 2011 al 2013)
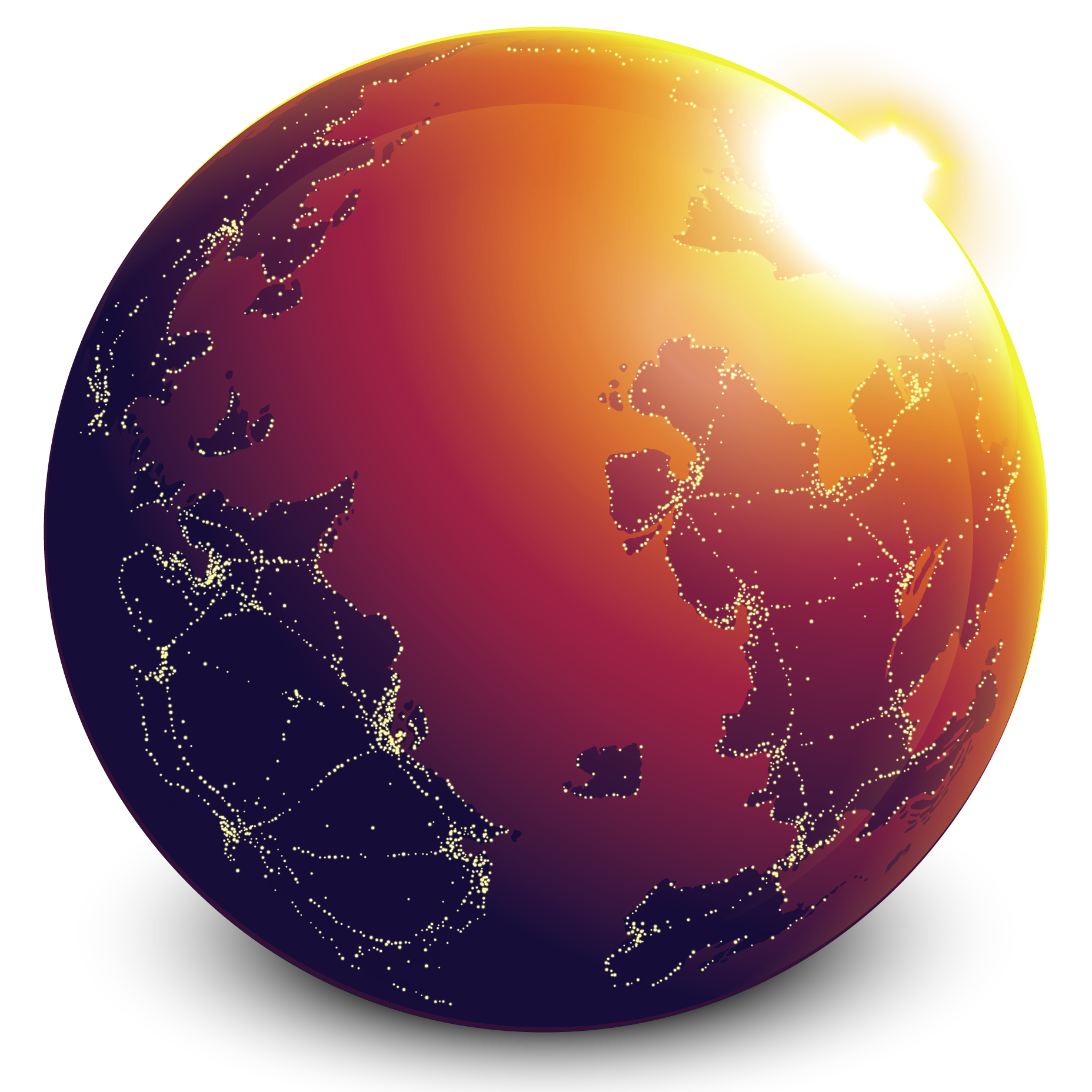
Aurora, usato per le release alpha (dal 2013 al 9 novembre 2014)
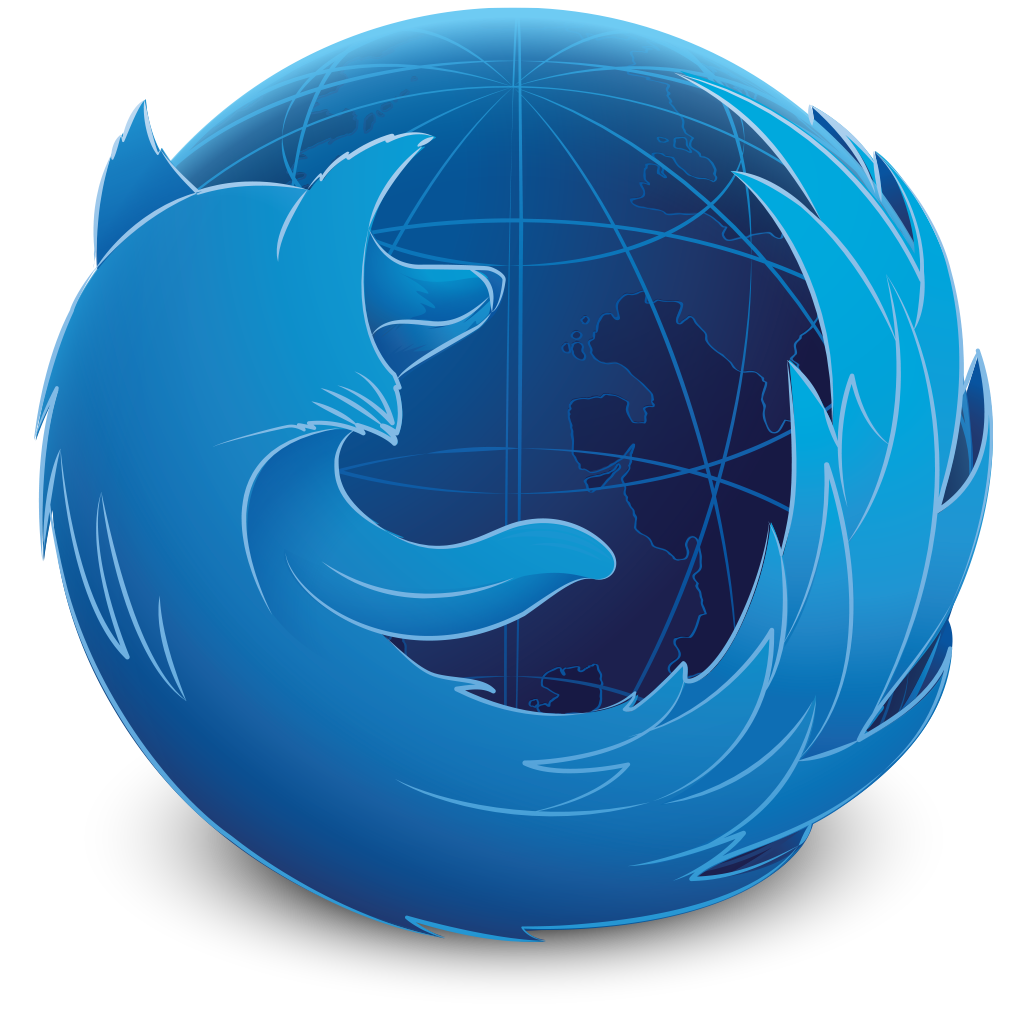
Developer Edition, usato per le release alpha (dal 10 novembre 2014 al 13 novembre 2017)
Developer Edition (dal 14 novembre 2017 al 21 ottobre 2019)
Developer Edition (dal 22 ottobre 2019)

Altri
Globo blu, distribuito con il codice sorgente e non protetto[23] Solitamente usato per le release giornaliere (fino al 10 aprile 2006)
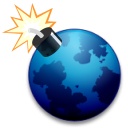
Minefield, usato per le release giornaliere delle versioni pre-alpha (dall'11 aprile 2006 al 2011)

## Caratteristiche
A differenza del precedente prodotto di punta di Mozilla Foundation, Mozilla Suite, Firefox non è una suite di applicazioni bensì un browser web. La filosofia progettuale punta alla facilità d'uso, alla stabilità, alla personalizzazione, al rispetto degli standard web, alla sicurezza, alla compattezza e alla velocità. L'aspetto grafico può essere modificato tramite i temi (l'equivalente delle skin in altri programmi) o i personas, che modificano lo sfondo del browser. In Firefox è inoltre possibile impostare l'apertura di più home page, digitando nell'apposita finestra i siti desiderati separati dalla barra verticale "|".
Per visualizzare le pagine web, Firefox sfrutta Quantum come motore di rendering, il quale supporta gran parte dei nuovi standard web oltre ad alcune caratteristiche che sono state progettate come estensioni a questi ultimi. Firefox è stato progettato come prodotto multipiattaforma, ed è disponibile per sistemi GNU/Linux, Microsoft Windows, macOS, OS/2 e Solaris. Firefox condivide con la Mozilla Suite l'intero codice sorgente oltre che la natura di software libero.
Firefox è nato nel settembre 2002 come una sperimentazione interna del gruppo di sviluppo di Mozilla. Ai tempi, con il progetto ancora finanziato dalla Netscape Communication Corporation, l'autonomia decisionale dei programmatori riguardo alle scelte di fondo del progetto era in qualche modo limitata e non era inusuale che si cercasse una maggiore libertà di azione in piccoli progetti non ufficiali. Dave Hyatt (ora responsabile del browser Safari) e Blake Ross diedero dunque vita a Firefox come sperimentazione sull'usabilità e per dimostrare come fosse possibile adottare un approccio diverso nella produzione di un browser targato Mozilla.
Tra le sue caratteristiche vi sono un filtro integrato contro le finestre popup, il supporto per la comunicazione sicura SSL/TLS, la funzione di tabbed browsing per la navigazione contemporanea in più siti (cosiddetta "navigazione a schede"), il download gratuito e il peso contenuto del file di installazione (meno di 14 megabyte per la versione per Windows). Firefox supporta i plug-in di Netscape e di Mozilla Suite e in più è basato su una struttura modulare che permette di aggiungere nuove funzionalità tramite l'uso delle estensioni, piccoli programmi scaricabili dal web e di facilissima integrazione in Firefox. Le estensioni modificano o aggiungono delle funzionalità riguardanti, ad esempio, l'aspetto, la sicurezza, la gestione dei file, la visualizzazione di notizie e di notifiche, l'integrazione con i social network, la gestione delle schede e lo sviluppo web.

### Strumenti di sviluppo web
Firefox integra di default una serie di strumenti di sviluppo web: è dotato infatti di una console web, di un debugger, di uno strumento per l'analisi delle pagine e di un editor di stili. Altri utili strumenti, come il DOM Inspector e Firebug, sono disponibili come estensioni.

### Piattaforma di sviluppo
Un altro obiettivo di Mozilla Suite, e nella fattispecie Firefox, è quello di avere una piattaforma di sviluppo molto flessibile per creare interfacce utente in maniera rapida. L'architettura delle applicazioni, infatti, è basata su standard come i CSS, RDF e JavaScript. Inoltre sono stati creati dei linguaggi di markup specifici come XML User Interface Language (XUL). In questo modo il codice sorgente di Firefox non è solo libero, ma la stessa struttura architetturale del prodotto può essere facilmente configurata secondo le proprie esigenze; mediante gli strumenti messi a disposizione è infatti possibile creare estensioni facilmente integrabili nel browser.

### Le estensioni

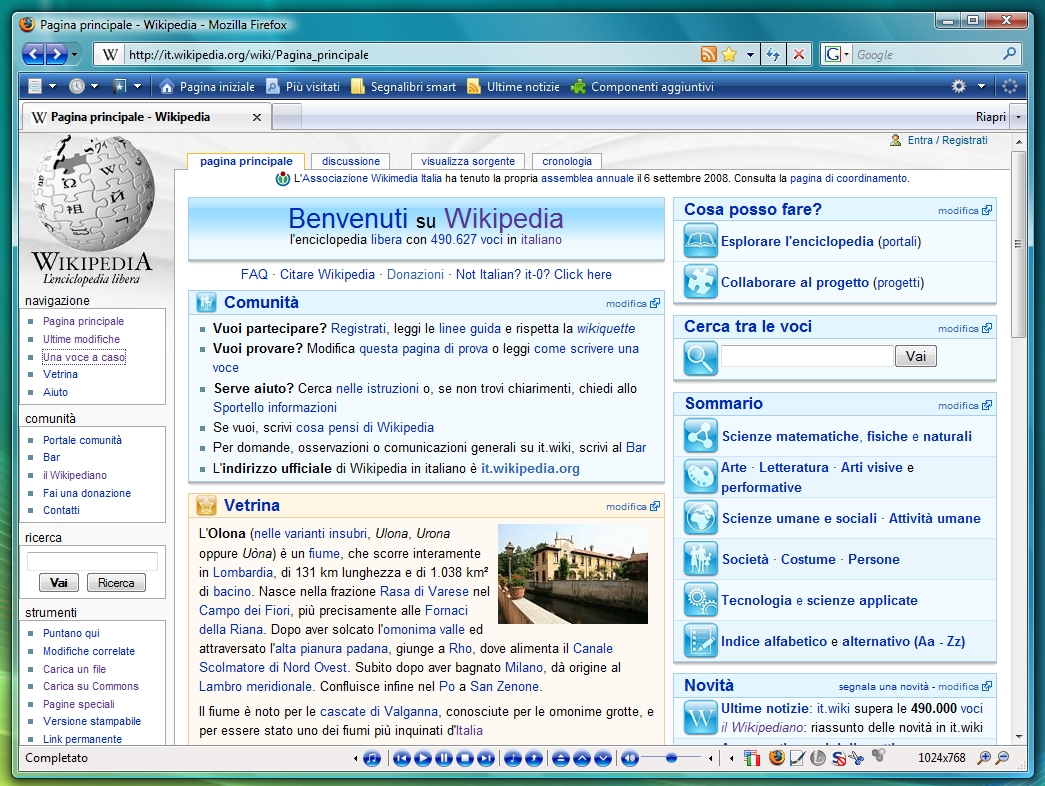
Mozilla Firefox 3 su Windows Vista con alcune estensioni installate

Le estensioni per Mozilla Firefox sono scaricabili dal sito ufficiale, oppure da un menu interno integrato nel browser, similmente a quanto accade in alcune applicazioni che presentano una sorta di browser interno.
Alcune delle estensioni più popolari sono:
- AdBlock, Adblock Plus e uBlock Origin: per il blocco delle finestre pop-up e dei banner pubblicitari. Offrono inoltre all'utente la possibilità di bloccare contenuti pubblicitari realizzati in Flash;
- BBCodeXtra: ausilia l'utilizzo del formato BBCode, molto diffuso nei forum;
- ChatZilla: un client IRC per i browser Mozilla, scritto in XUL e JavaScript;
- DownThemAll: ottimizza il download dei file. Il programma parte da più punti di ingresso, e consente di ottenere un notevole aumento della velocità;
- Firebug: permette il debug, la modifica e il monitoraggio di tutti gli aspetti di una pagina web, come i fogli di stile, il codice HTML, la struttura DOM e il codice JavaScript;
- FireGestures: permette di velocizzare la navigazione, consentendo di collegare comandi eseguibili a movimenti del mouse sullo schermo;
- Gmail Manager: sempre più utilizzato grazie all'aumento degli utenti che usufruiscono del servizio mail di Google, è utile per controllare la propria casella di posta senza ogni volta accedervi; il sistema utilizza una serie di notifiche visive e sonore per avvisare l'utente nel caso in cui vi sia un nuovo messaggio in arrivo;
- Greasemonkey: permette all'utente di modificare le pagine web grazie all'uso di script;
- HTML Validator: è uno strumento utilizzato da sviluppatori di pagine web per controllare il formato delle pagine stesse e verificare se vengono rispettate le norme imposte dal W3C;
- IE Tab: consente di visualizzare una pagina con Internet Explorer, integrato in una scheda all'interno di Mozilla. È adatto in particolare per aprire siti ottimizzati per IE, ad esempio quelli che prevedono l'utilizzo di controlli ActiveX;
- Lightbeam: è uno strumento che permette all'utente di controllare quali siti di terzi parti si collegano al nostro passaggio su Internet;
- NoScript: consente l'esecuzione di JavaScript ai soli siti a cui si è fornito il permesso e di cui ci si fida;
- Sage: permette di leggere direttamente nel browser i feedRSS, XML e Atom;
- Stylish: permette di personalizzare l'aspetto dei siti e dell'interfaccia utente di Mozilla Firefox tramite l'utilizzo di fogli di stile CSS;
- Video DownloadHelper: consente il download di contenuti non raggiungibili mediante procedimenti ordinari, come ad esempio i filmati in formato flash reperibili su YouTube;
- Web Developer Toolbar: aggiunge al browser una barra degli strumenti con molti strumenti utili agli sviluppatori web;
- WOT, acronimo di "Web of Trust": fornisce un voto rispetto ad affidabilità, affidabilità del fornitore, sicurezza per bambini e riservatezza di un sito.

### Electrolysis
Electrolysis (E10S) è un progetto di Mozilla che permette di separare l'esecuzione di plugin, contenuto e interfaccia del browser Mozilla Firefox. Il progetto garantisce a Firefox un'architettura multiprocesso, non dissimile da quella di Google Chrome. Questo ne riduce l'instabilità, quindi il numero di crash oltre a un miglioramento delle performance. L'implementazione permette di:
1. Separare l'esecuzione dei plugin rispetto al processo principale;
2. Completare l'esecuzione separata di contenuti e interfaccia;
3. Creare processi separati per ciascuna scheda;
4. Eventualmente sfruttare questa soluzione per eseguire processi protetti o isolati dal resto, riducendo i problemi di sicurezza.

Tale caratteristica è disponibile a partire dalla versione 48 (ad eccezione degli utenti di Windows XP)

### Firefox Test Pilot
Firefox Test Pilot era un progetto della Mozilla Foundation, attivo tra il 2016 e il 2019, per provare in anteprima, quindi in versione di prova, nuove funzionalità che sarebbero potute entrare a far parte di Firefox. Era necessario, prima di tutto, installare l'estensione recandosi sul sito. Successivamente si aveva la possibilità di installare e provare gli esperimenti attivi. Veniva riportato a fianco di ciascun esperimento anche se era per Firefox (Firefox experiment), per Android come app (Android experiment), per iOS come app (iOS experiment) o per il web (Web experiment). Alcuni esperimenti sono entrati a far parte della versione ufficiale del browser, come Containers⁩, ⁨Activity Stream⁩ e ⁨Firefox Screenshots⁩, altri sono stati abbandonati.

## Firefox su dispositivi mobili
Inizialmente la versione per dispositivi mobili venne denominata "Fennec"; attualmente le due versioni per dispositivi mobili si chiamano Firefox per Android e Firefox per iOS.
La prima versione venne pubblicata il 28 gennaio 2010, compatibile con dispositivi Nokia Maemo.
Una seconda versione (numerata 4.0 per uniformità con la versione desktop) uscì il 29 marzo 2011, e divenne compatibile anche con il sistema operativo Android.
Il 12 novembre 2015 venne rilasciata una versione compatibile con i dispositivi iOS.

## Extended Support Release
Firefox Extended Support Release, abbreviato ESR, è una versione di Firefox per aziende e organizzazioni che necessitano di supporto esteso. Ogni release è basata sulla versione regolare ma, a differenza di quest'ultima, il ciclo di supporto ha la durata di un anno. Questa versione inoltre non include né nuove funzionalità né miglioramenti prestazionali (rilasciati ogni sei settimane), ma solo aggiornamenti che risolvono vulnerabilità gravi e pericolose.

## Spread Firefox

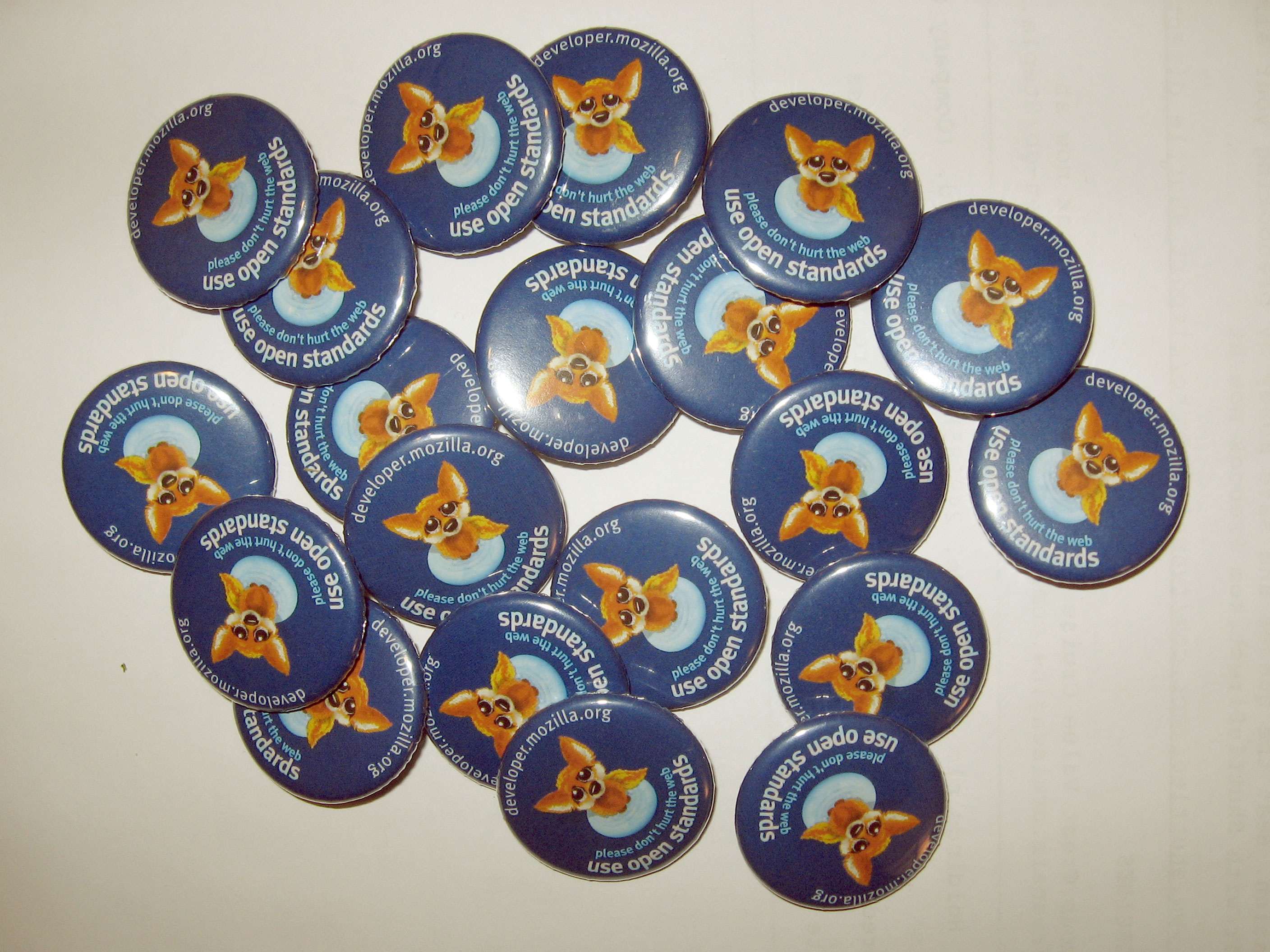
Spillette "Please don't hurt the web. Use open standards"

Spread Firefox (diffondi Firefox), spesso abbreviato in SFX, è un sito web, creato con software Drupal, che aveva lo scopo di far conoscere Mozilla Firefox fra gli utenti della rete. Il team del sito era composto da Blake Ross, cofondatore del progetto Firefox, Asa Dotzler, Rafael Ebron, Ian Hayward e Jamey Boje.
Nei primi tempi il sito, oltre a ospitare notizie e blog, era dotato, nella pagina principale, di un contatore che indicava, approssimativamente, il numero dei download effettuati del browser. Nel giugno del 2004 il sito ha subito un primo attacco informatico, da parte di un cracker, e nell'ottobre, quando il browser stava arrivando a quota 100 milioni di download, fu colpito di nuovo. La settimana successiva superò quel traguardo. Dopo aver raggiunto questo numero di download, il counter venne tolto dalla pagina principale, ma non sparì del tutto ed è tuttora funzionante tramite strumenti esterni. Dopo la diffusione della terza versione del browser di Mozilla il counter venne rimesso sul sito.
Nel dicembre 2004, SpreadFirefox creò Firefox Flicks, un sito che raccoglieva video pubblicitari di Firefox realizzati dagli utenti e metteva in palio dei premi, che venivano assegnati ai vincitori del concorso da una apposita giuria. Il concorso è durato dal 21 dicembre 2004 al 14 aprile 2005. I vincitori del concorso sono stati annunciati il 27 aprile 2006.

## Progetti

### Progetti derivati
AOL (America On Line), azienda che fino al 2005 finanziava il progetto Mozilla, ha annunciato che l'ultima versione di Netscape Navigator, presentata il 19 maggio 2005 con il nome di Netscape 8, fa uso del codice di Firefox come proprio fondamento.
Flock era un browser per gestire contenuti di Social network in maniera semplificata, completamente basato su Firefox.
Gli sviluppatori di Debian GNU/Linux, non condividendo le scelte del team di Mozilla che pongono restrizioni sul nome e sul logo dei software (benché l'intero codice sia open source), hanno deciso di creare un fork dell'intera suite. Firefox è stato rinominato Iceweasel, e con questo nome è disponibile nei repository di Debian. A partire da Debian Stretch Mozilla Firefox è di nuovo disponibile nei repository ufficiali.
Iceweasel era anche il nome del browser ufficiale del Progetto GNU, sempre fork di Firefox, con la differenza che non richiede l'installazione di componenti aggiuntivi non liberi (per esempio, utilizza Gnash al posto di Adobe Flash Player). Tale browser però ha cambiato nome in GNU IceCat per non generare confusione col browser di Debian.

### Progetti collegati
Vi sono diversi progetti collegati con Firefox. Il primo è Mozilla Thunderbird, il programma per gli utenti che vogliano consultare la propria posta elettronica e vogliano leggere e scrivere sui gruppi di discussione. Esiste poi Mozilla Sunbird, un'applicazione per la gestione di calendari.
Nel 2013 è stato presentato un telefono cellulare con il sistema operativo Firefox OS.

## La diffusione di Firefox

Confronto della diffusione di vari browser (dati StatCounter)

- Il 20 dicembre 2004, a poco più di un mese dalla diffusione, sono state scaricate oltre 12 milioni di copie di questa versione del programma.
- Il 15 febbraio 2005, a 99 giorni dal lancio, Firefox 1.0 è stato scaricato 25 000 000 di volte.
- Il 14 aprile 2005, Firefox ha raggiunto la quota record di 44 953 258 download.
- Il 29 aprile 2005, Firefox è stato scaricato da 50 000 000 di utenti. Lo stesso giorno, il sito statistico americano OneStat rende noto che Firefox avrebbe raggiunto l'8,69% delle preferenze.[38]
- Il 10 maggio 2005, WebSideStory comunica che, al 29 aprile, Firefox avrebbe raggiunto il 22,58% di quota di mercato in Germania e si avvicinerebbe al 7% negli Stati Uniti.
- Il 14 maggio 2005, Firefox ha quasi raggiunto quota 55 000 000 download.
- Il 30 maggio 2005, Firefox ha superato la quota di 60 000 000 download.
- Il 29 giugno 2005, il sito ADTech.de pubblica la notizia secondo cui Firefox avrebbe superato la quota di mercato del 10% in Europa. Il picco massimo risulterebbe in Finlandia con il 23%, e un 19% si sarebbe registrato in Germania.
- Il 13 luglio 2005 Firefox supera i 70 000 000 download.
- Il 19 ottobre 2005 Firefox ha raggiunto i 100 milioni di download.
- Il 2 novembre 2005 OneStat dichiara che Firefox ha raggiunto una quota di mercato pari all'11,51%. Internet Explorer, seppur in calo, detiene l'85,45%, Safari l'1,75%, Opera lo 0,77% e Netscape lo 0,26%.
- Il 31 gennaio 2006, OneStat.com vede Firefox attestarsi all'11,23%, in calo di 0,28% dalla rilevazione precedente del novembre 2005.
- Ad aprile 2006 secondo Xiti Firefox si aggiudica, in Europa, una quota del 19,4%
- A luglio 2006 secondo Xiti Firefox si aggiudica, in Europa, una quota del 21,1%
- Il 4 agosto 2006 secondo Xiti, Firefox risulterebbe stato scaricato 200 milioni di volte.
- Il 24 ottobre 2006, data di uscita di Firefox 2.0, il browser è stato scaricato da 2 milioni di persone in 24 ore.
- Il 10 settembre 2007 la Mozilla foundation ha annunciato che il programma è stato scaricato 400 milioni di volte.[39]
- Il 29 gennaio 2008 Xiti dichiara che Firefox ha raggiunto una quota di mercato in Europa attorno al 28%
- Il 30 aprile 2008 Xiti rileva che la quota di mercato di Firefox in Europa ha raggiunto il 28,8%
- Il 18 giugno 2008 Firefox 3 supera quota 8 milioni di download in meno di 24 ore.
- Il 3 febbraio 2009 Net Applications rileva che la percentuale d'uso di Firefox nel mondo a gennaio 2009 è di 21,5%, contro il 67,5 di Internet Explorer, l'8,29% di Safari e il nuovo nato Google Chrome che conquista 1,2%.[40]
- A fine febbraio Net Applications ha rivelato le seguenti percentuali: IE 67,44%, Firefox 21,77%, Safari intorno all'8% e Google Chrome poco più dell'1%.[41]
- Il 31 marzo 2009 Si è verificato il sorpasso di Firefox 3 su Internet Explorer 7 in Europa, anche a causa dell'uscita di Internet Explorer 8[42].
- Nell'ambito della rete monitorata tramite lo strumento StatCounter (campione di 3 milioni di siti in tutto il mondo)[43], il 1º dicembre 2009 Firefox ha in Europa una diffusione pari al 39,64%, mentre Internet Explorer è al 46,54%. Google Chrome è al 4,66%, seguito da Opera (4,35%) e da Safari (3,64%).[44] In tutto il mondo, sempre al 1º dicembre 2009, Internet Explorer ha il 56,92% del totale, mentre Firefox è al 31,5%, seguito da Google Chrome (4,93%), Safari (3,75%) e Opera (1,95%).[45]
- Ad aprile 2011, Internet Explorer perde altre quote di mercato, arrivando al 55,11%. Firefox è secondo con il 21,63%, in lieve calo rispetto al mese precedente. Chrome raggiunge l'11,94% del mercato e cresce di circa mezzo punto percentuale rispetto a marzo. Anche Safari è in crescita, con il 7,15% del mercato. Opera rimane stabile con il 2,14%[46].

### La diffusione in Europa dal 2008

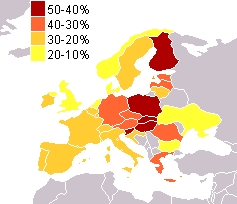
Diffusione di Firefox aggiornata al 2007.

Diffusione di Firefox ad aprile 2011

Secondo la società Xiti, in un sondaggio effettuato a marzo 2008, la diffusione di Firefox è cresciuta notevolmente, soprattutto in Europa ove la diffusione media si è attestata al 28,8% (+0,8% rispetto a dicembre 2007) e in Oceania dove si attesta attorno al 31,2%. I dati vedono una grande diffusione (oltre il 40%) in Finlandia (45,9%), in Polonia (44,0%) e in Slovenia (43,7%).
Restano fedeli a Internet Explorer soprattutto paesi come Ucraina (15,2%), Paesi Bassi (16,4%) e Monaco (18,1%) dove Firefox si attesta a una percentuale del 15-20% circa. La diffusione in Italia si attesta attorno al 22,1% (+0,4% rispetto a dicembre 2007).
L'incremento nella diffusione è notevole considerando i dati di fine 2006 pubblicati sempre dalla società Xiti che attribuivano a Firefox una diffusione in Europa pari al 23,1%, in confronto all'28,8% di inizio 2008.
Nel 2009, il dominio di Internet Explorer continua a disfarsi: a gennaio, per la prima volta la sua quota di mercato scende sotto quota 70% attestandosi al 67,5%; a fine marzo Firefox 3.0, con un percentuale dello 35,05%, diventa per la prima volta il browser più popolare in Europa. Sempre nel 2009 Firefox raggiunge un miliardo di downloads.
A ottobre 2009 Internet Explorer si porta al 65,7% di quota di mercato, il minimo storico da quando Net Applications stila le sue statistiche, Firefox pesa per il 23,8% del mercato e Safari per il 4,2 (quasi tutto localizzato tra gli utenti Mac). Seguono Google Chrome (3,2%) e Opera (2,2%).
A dicembre 2009 Net Applications, conferma al comando della classifica dei browser più utilizzati Internet Explorer, con uno share del 62,69%, seguito da Firefox, con il 24,61%, mentre il terzo posto spetta a Chrome, salito al 4,63%. Quarto è Safari, con il 4,46%, quinto Opera, al 2,4%.
A fine maggio 2010 l'utilizzo di Firefox 3.6 a livello europeo è allineato a quello di Internet Explorer 8, al primo posto con circa 27%. Nel confronto fra tutte le versioni invece, Internet Explorer, anche se in calo, rimane il più diffuso con il 43%, davanti a Firefox stabile intorno al 38,5% e Google Chrome in forte incremento, passato dal 7,5% al 9% in dieci settimane.
Secondo StatCounter, a dicembre 2010 l'uso di Firefox in Europa ha superato quello di Internet Explorer. IE si ferma infatti al 37,52% mentre Firefox rimane pressoché stabile, con il 38,11%. Google Chrome continua a guadagnare punti percentuali, raggiungendo il 14,58%.
A inizio giugno 2011, Firefox 4 è stato scaricato circa 226 milioni di volte.

## Premi e riconoscimenti
- Guinness World Record, luglio 2008[56]
- Webware 100 winner, aprile 2008[57]
- Webware 100 winner, giugno 2007[58]
- PC World 100 Best Products of 2007, maggio 2007[59]
- PC Magazine Editors' Choice, ottobre 2006[60]
- CNET Editors' Choice, ottobre 2006[61]
- Digital Lifestyle award, Berlino, settembre 2006
- PC World's 100 Best Products of 2006, luglio 2006[62]
- Lutèce d'or for best OpenSource project, Parigi, giugno 2006
- PC Magazine Technical Excellence Award, Software and Development Tools category, gennaio 2006[63]
- PC Magazine Best of the Year Award, 27 dicembre 2005[64]
- PC Pro Real World Award (Mozilla Foundation), Londra, 8 dicembre 2005[65]
- CNET Editors' Choice, novembre 2005[66]
- UK Usability Professionals' Association Award Best Software Application 2005, novembre 2005[67]
- Macworld Editor's Choice with a 4.5 Mice Rating, novembre 2005[68]
- Softpedia User's Choice Award, settembre 2005[69]
- TUX 2005 Readers' Choice Award, settembre 2005[70]
- PC World Product of the Year, giugno 2005[71]
- Forbes Best of the Web, maggio 2005
- PC Magazine Editor's Choice Award, maggio 2005
- Titan of the Year for best Open Source project, PC-Welt Editorial Staff Award 2005
- Best Internet Tool, PC-Welt Readers Choice Award 2005